# Icker Egge
Die Icker Egge ist ein 145 m ü. NHN hoher Berg im Wiehengebirge nördlich von Belm-Icker in Niedersachsen.

## Lage
Die bewaldete Icker Egge ist Teil des lang gestreckten und fast durchgängig bewaldeten Wiehengebirges. Westlich (Steinberg) und östlich (Venner Egge) finden sich auf dem Hauptkamm nicht weit entfernte Berge, die ähnlich hoch oder höher als die Icker Egge sind. Nach Norden fällt der Berg markant in die Norddeutsche Tiefebene ab. Von Norden aus betrachtet ist die Icker Egge deutlich als Übergang zur Mittelgebirgsschwelle wahrnehmbar. Nach Osten und Westen ist die Abgrenzung schwieriger. Nach Osten zur Venner Egge wird die Döhre etwa durch die Kreisstraße markiert. Im nördlichsten und steilsten Teil ist die Scharte zum Lärchenberg (einem Sporn der Icker Egge – siehe unten) besser erkennbar. Hier entspringt ein Bach, der parallel zur Kreisstraße nach Norden in einem Kerbtal dem Venner Mühlenbach zufließt. Nach Westen wird die kaum wahrnehmbare Trennung zum Steinberg hin durch die L 87 bzw. das Quellgebiet des Bruchbachs markiert. Im Süden Richtung Icker ist die Abgrenzung des Icker Berges ebenfalls schwierig. Im weiteren Sinn könnte die Ruller Flut (der Oberlauf der Nette), die parallel zum Hauptkamm Richtung Westen der Hase zuströmt, aber bereits südlich des geschlossenen Waldgebiets verläuft, als Südgrenze der Icker Egge angesehen werden. Von Süden aus betrachtet erscheint die breite und durchgängig bewaldete Icker Egge (Nord-Süd-Ausdehnung: rund 2 km) mit ihren zahlreichen sanft geschwungenen und oft kaum niedrigeren Nebengipfeln als der höchste Punkt aber eher als Fortsetzung des Osnabrücker Hügellandes, das kaum niedrigere Hügel aufweist. Über den Gipfel verläuft die Weser-Ems-Wasserscheide. Das Gebiet nördlich des Hauptkamms entwässern über den Venner Mühlenbach in die Weser; der südwestliche Teil entwässert über die Ruller Umflut Richtung Hase und zählt damit zum Flussgebiet der Ems.

## Lärchenberg
Der Lärchenberg (⊙) ist in einigen topographischen Karten als Nebengipfel der Icker Egge eingezeichnet. Es handelt sich jedoch strenggenommen um einen bloßen nach Norden ragenden Bergsporn, der östlich und nördlich durch zwei in Kerbtälern verlaufende rechte Zuflüsse des Venner Mühlenbachs begrenzt wird. Zahlreiche weitere Gipfel bzw. Hügel in der Icker Egge sind namenlos.

## Tourismus
Über den Gipfel verlaufen der Wittekindsweg und der E11.